# SSV Vingst 05
SSV Vingst 05 was een Duitse sportclub uit Vingst, Noordrijn-Westfalen. Tot 1910 was Vingst een zelfstandige gemeente, daarna werd het een stadsdeel van Keulen. De club is actief in voetbal, tennis en tafeltennis.

## Geschiedenis
Op 19 november 1905 fuseerden de clubs Borussia Vingst en Concordia Vingst, die een jaar eerder opgericht waren tot Vingster FC 05. Op 1 mei 1906 sloten ze zich aan bij de voetbalbond van Rijnland-Westfalen. In 1908 werd de club na een overwinning tegen Borussia Bonn kampioen van de derde klasse en promoveerde zo. In 1914 werd de club groepswinnaar en na een eindronde met Borussia Bonn en Victoria 1911 Cöln werd de club ook algemeen kampioen. Het uitbreken van de Eerste Wereldoorlog verhinderde echter verdere sportieve progressie. De club verhuisde naar een nieuw terrein aan de Germaniastraße en nam ook de huidige naam aan. In 1926 werd de club kampioen en promoveerde zo naar de hoogste klasse van de Rijncompetitie. Er waren vier reeksen in de competitie en Vingst werd voorlaatste in het eerste seizoen. Het volgende seizoen degradeerde de club weer. In 1930 promoveerde de club terug naar de hoogste klasse, samen met CfR 1899 Köln eindigde de club op de voorlaatste plaats. De volgende twee jaar eindigde SSV in de middenmoot.
Na dit seizoen kwam de NSDAP aan de macht en werd het voetbal in Duitsland grondig geherstructureerd. De Gauliga werd ingevoerd als hoogste klasse, en in West-Duitsland werden de acht bestaande competities ontbonden en vervangen door drie Gauliga's. Vingst kwalificeerde zich hier niet voor. In 1936 was de titel in de tweede klasse dichtbij, maar moest deze uiteindelijk aan SV Beuel 06 laten. In 1939 maakte de club opnieuw kans op promotie, maar werd deze keer aan de kant gezet door SV Westmark 05 Trier. In 1942 slaagde Vingst er uiteindelijk in om te promoveren naar de Gauliga Köln-Aachen. In het eerste seizoen werd de club zevende op tien clubs, het volgende seizoen laatste.
Na de Tweede Wereldoorlog ging de club in de amateurklasse spelen. Door enkele fusies van Keulse clubs werd de concurrentie een stuk groter en kon Vingst niet uitgroeien tot grote club. In 1949 versloeg de club in een vriendschappelijke wedstrijd eersteklasser SC Preussen Dellbrück voor een uitverkocht stadion met 5:2, nadeel was wel dat Dellbrück enkele sterke spelers van Vingst afsnoepte. In 1951 degradeerde de club naar de vierde klasse, maar kon na één seizoen weer terugkeren. In de Landesliga was de club echter niet opgewassen tegen grote clubs als VfL Köln 1899, SC Rapid Köln, SC Fortuna Köln of SV Bergisch Gladbach 09. Nu duurde het tot 1960 vooraleer de club opnieuw kon promoveren naar de Landesliga. Deze keer kon de club het behoud verzekeren en in 1962 werd zelfs de derde plaats behaald. Vingst bleef een vaste waarde tot 1971 en degradeerde dan.
Tegenwoordig speelt de club in de lagere reeksen.